# Martin Palumbo
Martin Njøten Palumbo (Bergen, 5 marzo 2002) è un calciatore norvegese con cittadinanza italiana, centrocampista dell'Avellino.

## Biografia
Palumbo è nato in Norvegia da padre napoletano e madre norvegese e si è trasferito in Italia all'età di tre anni.

## Carriera

### Club

#### Gli inizi, Udinese
Nel 2011 entra a far parte delle giovanili dell'Udinese. Esordisce tra i professionisti il 2 agosto 2020 contro il Sassuolo. Cinque giorni dopo prolunga il suo contratto con l'Udinese fino al 30 giugno 2025.

#### Juventus e Juventus U23
Il 27 agosto 2021 viene ceduto in prestito con opzione di acquisto alla Juventus. Il 12 settembre successivo esordisce con la Juventus U23, la seconda squadra bianconera militante in Serie C, nella sconfitta per 1-0 contro la Pro Patria. Il 16 maggio 2022 viene convocato per la prima volta dalla prima squadra in occasione della partita casalinga contro la Lazio, dove esordisce partendo dalla panchina.
Il successivo 18 giugno la Juventus decide di non esercitare il diritto di opzione per l'acquisto; tuttavia, dopo aver iniziato la stagione 2022-2023 con la squadra friulana, il 1º settembre fa ritorno a Torino, nella seconda squadra nel frattempo rinominata Juventus Next Gen. Il 19 novembre 2022 segna la sua prima rete con la selezione bianconera, decidendo la vittoriosa trasferta in casa della Pro Patria.
Terminata la stagione 2022-2023 fa ritorno alla società friulana, prima che il 26 luglio 2023 venga acquistato a titolo definitivo dalla Juventus, con la quale sottoscrive un contratto fino al 30 giugno 2025.

#### Avellino
Il 21 gennaio 2025 passa in prestito con obbligo di riscatto all'Avellino, con cui sottoscrive un contratto fino al 30 giugno 2028.

### Nazionale
Palumbo, date le sue origini, è in possesso del doppio passaporto italiano e norvegese; questo gli ha permesso di poter rappresentare entrambi i Paesi a livello di nazionali giovanili.

## Statistiche

### Presenze nei club
Statistiche aggiornate al 10 maggio 2025.
| Stagione                     | Squadra                      | Campionato                   | Campionato | Campionato | Coppe nazionali | Coppe nazionali | Coppe nazionali | Coppe continentali | Coppe continentali | Coppe continentali | Altre coppe | Altre coppe | Altre coppe | Totale | Totale |
| Stagione                     | Squadra                      | Comp                         | Pres       | Reti       | Comp            | Pres            | Reti            | Comp               | Pres               | Reti               | Comp        | Pres        | Reti        | Pres   | Reti   |
| ---------------------------- | ---------------------------- | ---------------------------- | ---------- | ---------- | --------------- | --------------- | --------------- | ------------------ | ------------------ | ------------------ | ----------- | ----------- | ----------- | ------ | ------ |
| 2019-2020                    | Udinese                      | A                            | 1          | 0          | CI              | 0               | 0               | -                  | -                  | -                  | -           | -           | -           | 1      | 0      |
| 2020-2021                    | Udinese                      | A                            | 3          | 0          | CI              | 0               | 0               | -                  | -                  | -                  | -           | -           | -           | 3      | 0      |
| Totale Udinese               | Totale Udinese               | Totale Udinese               | 4          | 0          |                 | 0               | 0               |                    | -                  | -                  |             | -           | -           | 4      | 0      |
| 2021-2022                    | Juventus U23                 | C                            | 17+1       | 0          | CI-C            | 2               | 0               | -                  | -                  | -                  | -           | -           | -           | 20     | 0      |
| 2021-2022                    | Juventus                     | A                            | 1          | 0          | CI              | -               | -               | UEL                | -                  | -                  | SI          | -           | -           | 1      | 0      |
| 2022-2023                    | Juventus Next Gen            | C                            | 20         | 1          | CI-C            | 6               | 0               | -                  | -                  | -                  | -           | -           | -           | 26     | 1      |
| 2023-2024                    | Juventus Next Gen            | C                            | 22+1       | 0          | CI-C            | 2               | 1               | -                  | -                  | -                  | -           | -           | -           | 25     | 1      |
| 2024-gen. 2025               | Juventus Next Gen            | C                            | 19         | 5          | CI-C            | 1               | 0               | -                  | -                  | -                  | -           | -           | -           | 20     | 5      |
| Totale Juventus U23/Next Gen | Totale Juventus U23/Next Gen | Totale Juventus U23/Next Gen | 78+2       | 6          |                 | 11              | 1               |                    | -                  | -                  |             | -           | -           | 91     | 7      |
| gen.-giu. 2025               | Avellino                     | C                            | 13         | 1          | CI+CI-C         | -               | -               | -                  | -                  | -                  | SC-C        | 2           | 0           | 15     | 1      |
| Totale carriera              | Totale carriera              | Totale carriera              | 98         | 7          |                 | 11              | 1               |                    | -                  | -                  |             | 2           | 0           | 111    | 8      |

### Cronologia presenze e reti in nazionale
| Cronologia completa delle presenze e delle reti in nazionale ― Norvegia under 21 | Cronologia completa delle presenze e delle reti in nazionale ― Norvegia under 21 | Cronologia completa delle presenze e delle reti in nazionale ― Norvegia under 21 | Cronologia completa delle presenze e delle reti in nazionale ― Norvegia under 21 | Cronologia completa delle presenze e delle reti in nazionale ― Norvegia under 21 | Cronologia completa delle presenze e delle reti in nazionale ― Norvegia under 21 | Cronologia completa delle presenze e delle reti in nazionale ― Norvegia under 21 | Cronologia completa delle presenze e delle reti in nazionale ― Norvegia under 21 |
| Data                                                                             | Città                                                                            | In casa                                                                          | Risultato                                                                        | Ospiti                                                                           | Competizione                                                                     | Reti                                                                             | Note                                                                             |
| -------------------------------------------------------------------------------- | -------------------------------------------------------------------------------- | -------------------------------------------------------------------------------- | -------------------------------------------------------------------------------- | -------------------------------------------------------------------------------- | -------------------------------------------------------------------------------- | -------------------------------------------------------------------------------- | -------------------------------------------------------------------------------- |
| 3-9-2021                                                                         | Drammen                                                                          | Norvegia under 21                                                                | 3 – 1                                                                            | Austria under 21                                                                 | Qual. Europeo Under-21 2023                                                      | -                                                                                | 90+1’                                                                            |
| 7-9-2021                                                                         | Pärnu                                                                            | Estonia under 21                                                                 | 0 – 5                                                                            | Norvegia under 21                                                                | Qual. Europeo Under-21 2023                                                      | 1                                                                                | 46’                                                                              |
| 12-10-2021                                                                       | Drammen                                                                          | Norvegia under 21                                                                | 3 – 0                                                                            | Estonia under 21                                                                 | Qual. Europeo Under-21 2023                                                      | 1                                                                                |                                                                                  |
| 16-11-2021                                                                       | Baku                                                                             | Azerbaigian under 21                                                             | 1 – 2                                                                            | Norvegia under 21                                                                | Qual. Europeo Under-21 2023                                                      | -                                                                                | 88’                                                                              |
| 15-6-2023                                                                        | La Nucia                                                                         | Scozia under 21                                                                  | 0 – 0                                                                            | Norvegia under 21                                                                | Amichevole                                                                       | -                                                                                | 62’                                                                              |
| 18-6-2023                                                                        | Murcia                                                                           | Scozia under 21                                                                  | 1 – 1                                                                            | Norvegia under 21                                                                | Amichevole                                                                       | -                                                                                | 60’                                                                              |
| Totale                                                                           |                                                                                  | Presenze                                                                         | 6                                                                                |                                                                                  | Reti                                                                             | 2                                                                                |                                                                                  |

## Palmarès

### Club

#### Competizioni nazionali
- Serie C: 1

Avellino: 2024-2025 (girone C)